# Nagurus lombocensis
Nagurus lombocensis là một loài chân đều trong họ Trachelipodidae. Loài này được Herold miêu tả khoa học năm 1931.